# Шебекино
Шебе́кино — город в Белгородской области России, административный центр Шебекинского муниципального округа.
На фоне российско-украинской войны, город находится рядом с зоной боевых действий, часто обстреливается со стороны Вооружённых сил Украины.

## Этимология
Возник в 1713 году как слобода Шибекина. Название по фамилии местного администратора подполковника И. Д. Шибеко, руководившего заселением этой слободы. Позже название было искажено в Шебекино. С 1938 года — город.

## Физико-географическая характеристика

### География

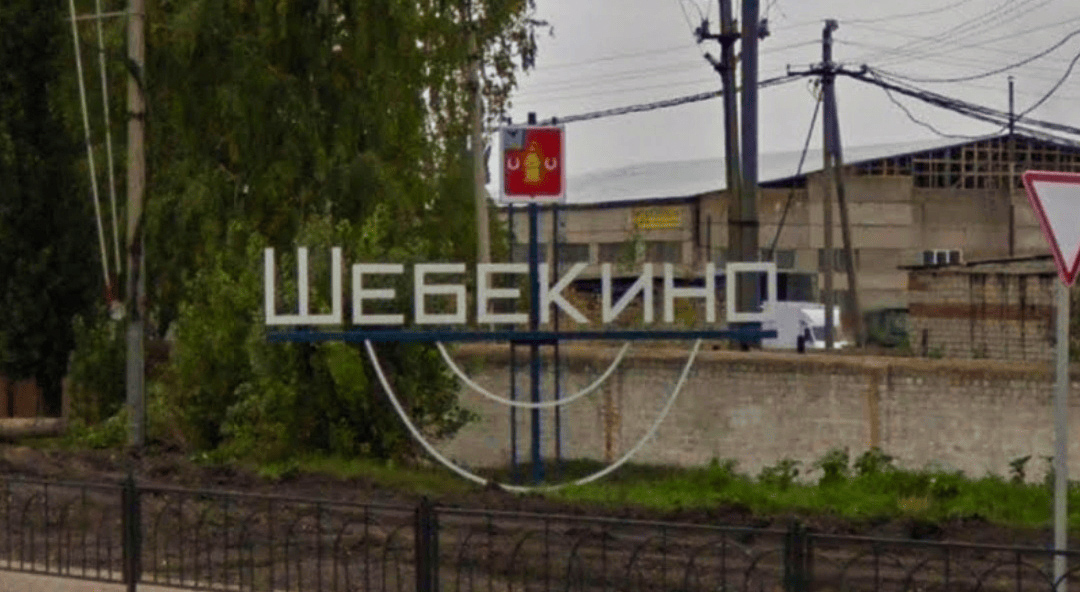
Знак при въезде в город со стороны села Ржевка

Город Шебекино находится в европейской части России на границе с Украиной, примерно в 30 километрах от города Белгорода и примерно в 70 километрах от Харькова (Украина). 
В 7 км от реки Северский Донец, в 32 км по автотрассе от Белгорода на реке Нежеголь.

### Климат
Шебекино находится в лесостепной зоне, в зоне умеренно-континентального климата. Общий климат способствует выращиванию зерновых культур, овощей и фруктов, характерных для региона с этим климатом.
Среднегодовое количество осадков составляет около 500-600 мм.
Осадки распределяются относительно равномерно в течение всего года, причем их наибольшая интенсивность приходится на летние месяцы, связанные с грозами и дождями. 
Зимы бывают снежными, со снежным покровом, устойчивая низкая температура и морозы.
Летние месяцы характеризуются теплой погодой, возможными короткими периодами засухи и жары.

### Рельеф
Рельеф города Шебекино, Белгородской области, представляет собой преимущественно равнинную поверхность, характерную для Восточно-Европейской равнины. 
Местность преимущественно плоская или с незначительными по высоте холмами и понижениями.
Высотные отметки обычно находятся в диапазоне 150–200 метров над уровнем моря, что соответствует стандартным характеристикам региона.
Присутствуют небольшие речные долины и овраги, которые могут формироваться во время распашки или выделения воды.
Общий рельеф способствует развитию сельского хозяйства, а также влияет на архитектурные особенности города. Равнинный характер облегчает строительство и транспортные коммуникации.

## История

### XVII век
Датой возникновения поселения Шебекино принято считать 1713 год, когда оно впервые было обозначено на российских картах. Однако, вполне вероятно, что на этом месте и ранее имелось какое-то небольшое поселение, возникшее в XVII веке в ходе освоения русскими и украинцами данных территорий. Тем более, что совсем недалеко от этого места проходила Белгородская оборонительная черта и располагалась одна из её сторож.
В 1654 году на месте пригорода современного Шебекино был построен город-крепость Нежегольск, который входил в Белгородскую оборонительную черту.

### XVIII век
Своё название населённый пункт получил по фамилии первого землевладельца, который, поселив здесь своих крепостных, основал селение. Подполковник Иван Дмитриевич Шибеко, являвшийся одним из участников Полтавской битвы, купил 160 четвертей земли у дворянина Н. Р. Маслова. Он поселил на правом берегу реки Нежеголь в месте впадения в неё Ржевского яра своих крепостных крестьян. В своем имении, кроме усадьбы, он построил и мельницу.
В 1716 году И. Д. Шибеко и его жена умерли, не оставив после себя детей. Всё имение перешло в арендное владение Алексею Васильевичу Макарову, бывшему кабинет-секретарём Петра I. После его смерти Шебекино стало объектом споров и в XVIII веке сменило нескольких владельцев, среди которых был известен Н. Ф. Головин. В 1785 году слобода Шебекино перешла во владение княгини Екатерины Петровны Барятинской.
В центре слободы в 1792 году «на средства прихожан и доброхотных даятелей» была построена деревянная церковь Тихвинской Божией Матери.

### XIX век
В XIX веке слобода стала волостным центром Белгородского уезда Курской губернии.
В 1836 году слободу Шебекино купил генерал-лейтенант Алексей Максимович Ребиндер (1795—1869). С переходом во владение рода Ребиндеров в слободе началось активное развитие промышленности.
В 1839 году владельцем слободы на берегу реки Нежеголь был построен примитивный сахарный завод, который в 1848 году был реконструирован и увеличен и по имени владельца получил название Алексеевский.
В 1847 году был построен кирпичный завод, который предназначался для обеспечения предприятия строительными материалами.
К 1850 году свеклосахарный завод Ребиндеров стал одним из крупнейших в Курской губернии.
Сын Алексея Максимовича, Александр, в 1867 году построил в Шебекино механические мастерские по ремонту сельхозинвентаря, а в 1875 году — винокуренный завод и двухэтажную мельницу с маслобойкой.
В 1888 году сахарный завод был реконструирован, были достроены главный и два боковых корпуса, поставлена водокачка.
В 1890 году Шебекинский и Ново-Таволжанский сахарные заводы произвели продукции на 1 млн. 575 тысяч рублей. Для упрощения вывоза таких объёмов продукции в 1896 году, при строительстве железнодорожной линии из Белгорода на Купянск, от станции Нежеголь были проложены подъездные железнодорожные пути к товарной станции Боткино в Ново-Таволжанке и к товарной станции Ребиндерово в слободе Шебекино.
В 1875 году Александр Алексеевич вместе со своим братом Николаем по инициативе агронома Василия Краинского основали в Шебекино Марьинскую сельскохозяйственную школу для рабочих на 120 человек. В неё принимались воспитанники не моложе 14 лет, которых 3 преподавателя обучали полевым работам, столярному и слесарному делу.
На рубеже 1880-х годов рядом со старой церковью была выстроена новая, каменная, с одноимённым названием. Часть средств для её строительства выделила семья Ребиндеров.

### XX век
В 1905 году А. А. Ребиндер построил при сахарном заводе электростанцию, которая обеспечивала электроэнергией не только промышленные предприятия, но и жилые дома. В начале XX века Алексеевский завод стал крупнейшим в России, а ежедневное производство сахара составляло 15 вагонов по 900 пудов в каждом, что давало доход до 3 миллионов рублей в год. В 1914 году А. А. Ребиндер построил кожевенный завод и скотобойню, на которых трудилось 1385 рабочих.
Перед революцией в Шебекино, кроме сахарного и кожевенного заводов, имелись спиртовой, меловой и кирпичный заводы, а также работали сельскохозяйственные мастерские.
В экономии «Фёдоровка» находился конный завод (конезавод). Для выведения более выносливых пород лошадей А. А. Ребиндер купил за границей несколько жеребцов-производителей.
С 1 сентября (ст. ст.) по 25 октября (ст. ст.) 1917 года в составе Российской республики. Далее в России началась Гражданская война (1918—1923 гг.).
C декабря 1922 года в составе РСФСР.
В июле 1928 года Шебекино становится центром Шебекинского района.
16 декабря 1938 года Указом Верховного Совета РСФСР рабочему посёлку Шебекино был присвоен статус города.
Город Шебекино был оккупирован немцами 14 июня 1942 года, освобождён 9 февраля 1943 года 472-м полком (командир — майор Семён Петрович Березин) при содействии 454-го и 460-го стрелковых полков 100-й стрелковой дивизии (генерал-майор Перхорович, Франц Иосифович) 40-й армии Воронежского фронта от гитлеровских германских войск в ходе Харьковской наступательной операции (см. также Харьковская наступательная операция 2.02.-3.03.1943 года).
В послевоенное время Шебекино развивался как город химиков.
В 1948 году началось строительство первого в СССР химического завода, производящего жирозаменители и моющие средства на основе поверхностно-активных веществ. В СССР были широко известны стиральные порошки «Новость», «Кристалл», «Нептун», выпускались жидкие моющие средства «Фея», «Альфия», «Ива».
В 1961 году в городскую черту было включено село Титовка, в 1971 году — сёла Устинка и Логовое.

### XXI век

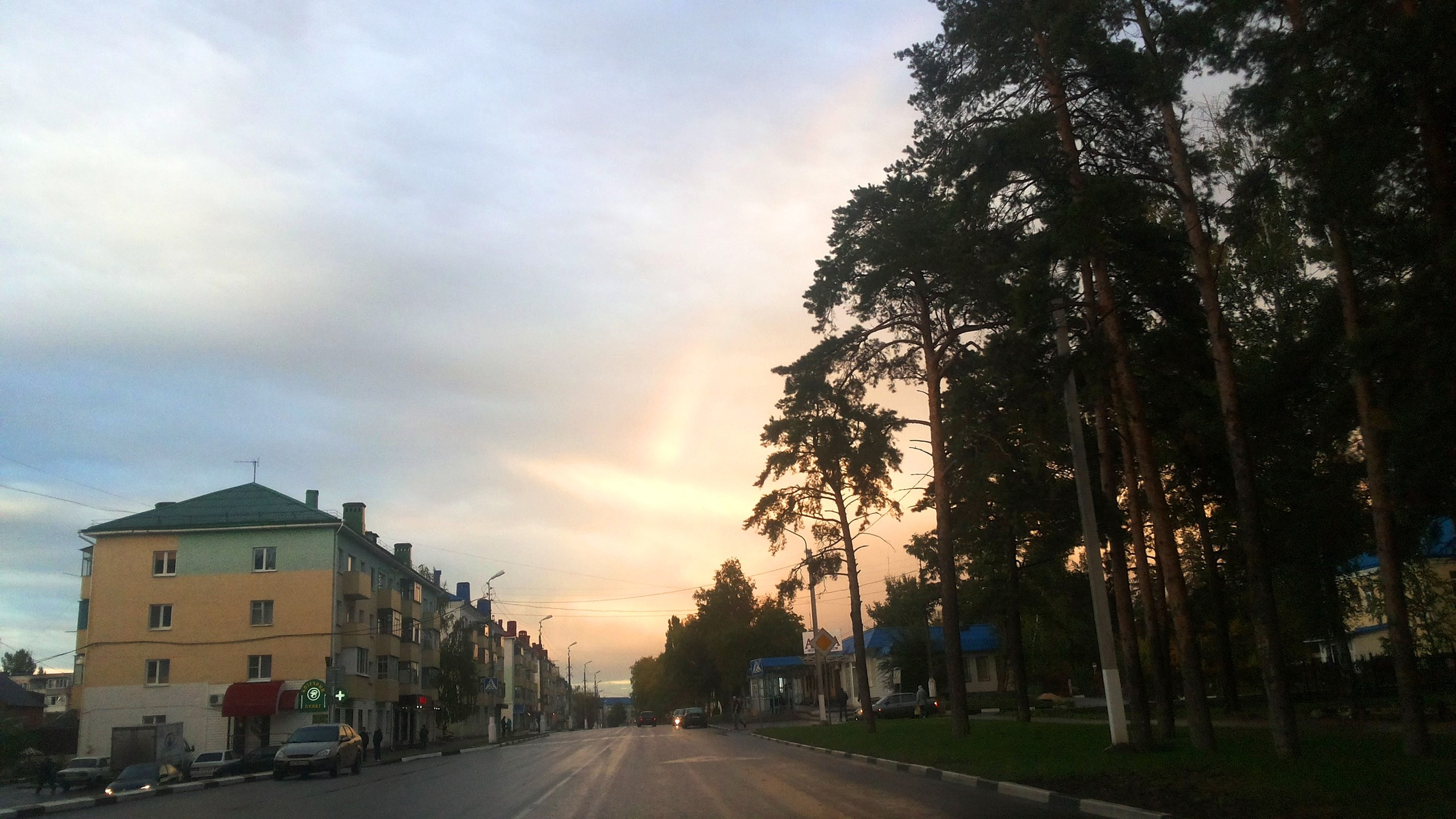
Утро в Шебекино, улица Ленина. 2013 год

С 2004 до 2018 год в составе ныне упразднённого бывшего муниципального района образовывал одноимённое муниципальное образование «город Шебекино» со статусом городского поселения как единственный населённый пункт в его составе.

#### Во время российского вторжения в Украину
С 2022 года в связи со вторжением России на Украину город, находящийся в 6 км от границы с Украиной, подвергается обстрелам: по данным, собранным «Новой газетой. Европа» из Telegram-каналов губернаторов и СМИ, с начала зимы до начала февраля 2023 года город и его окрестности попали под обстрелы как минимум 27 раз, жертвами обстрелов стали 22 человека, из которых 5 скончались, были разрушены 66 частных и 11 многоквартирных домов, торговый центр и рынок, периодически из-за обстрелов пропадает электричество.
В конце мая — начале июня 2023 года город подвергся крупнейшему обстрелу, в ходе которого, по данным губернатора Гладкова, только 1 июня 2023 по городу было выпущено 850 снарядов и пострадало 16 человек.

## Население
| 1926    | 1939    | 1959    | 1967    | 1970    | 1979    | 1989    | 1992    | 1996    |
| ------- | ------- | ------- | ------- | ------- | ------- | ------- | ------- | ------- |
| 1300    | ↗9400   | ↗13 907 | ↗21 000 | ↗25 956 | ↗39 538 | ↗44 552 | ↗44 800 | ↗46 000 |
| 1998    | 2002    | 2003    | 2005    | 2006    | 2007    | 2008    | 2009    | 2010    |
| ↗46 200 | ↘44 577 | ↗45 100 | ↗45 600 | →45 600 | →45 600 | →45 600 | ↘45 507 | ↘44 279 |
| 2011    | 2012    | 2013    | 2014    | 2015    | 2016    | 2017    | 2018    | 2019    |
| ↗44 300 | ↘44 012 | ↘43 786 | ↘43 585 | ↘43 331 | ↘42 903 | ↘42 465 | ↘41 934 | ↘41 336 |
| 2020    | 2021    |         |         |         |         |         |         |         |
| ↘40 870 | ↘39 680 |         |         |         |         |         |         |         |

На 1 января 2025 года по численности населения город находился на 398-м месте из 1124 городов Российской Федерации.

## Экономика
- ООО «ПромДеталь»[источник не указан 791 день]
- АО «Шебекинский машиностроительный завод»[40]
- ООО «БЕЛГОРОДСКИЙ ЗАВОД ЖБИ И ТРУБ»[источник не указан 791 день]
- ОАО «Шебекинский меловой завод»[источник не указан 791 день]
- ООО «Гофротара» (филиал Шебекино)[источник не указан 791 день]
- Асфальтный завод[источник не указан 791 день]
- ООО «СПФ РУС»[источник не указан 791 день]
- ООО «Агроакадемия»[источник не указан 791 день]
- ООО «ЛимКорм»
- ООО «Промзапчасть»[41] завод сельхозмашиностроения
- ЗАО «Завод Премиксов № 1»[источник не указан 791 день]
- ОАО «Шебекинский маслодельный завод»[источник не указан 791 день]
- ООО «Радом»[источник не указан 791 день]
- ООО «Шебекинский лакокрасочный завод „Краски Белогорья“»[источник не указан 791 день]
- ООО «Селена»[источник не указан 791 день]
- ООО БЗС «Монокристалл»
- Шебекинский завод кормовых концентратов (Шебекинские корма)[источник не указан 791 день]
- ОАО «МАКАРОННО-КОНДИТЕРСКОЕ ПРОИЗВОДСТВО»[источник не указан 791 день]
- ООО «НТЦ БИО»[источник не указан 791 день]
- ООО «Бондюэль-Белгород»[источник не указан 791 день]

## Культура
- Модельный Дворец культуры

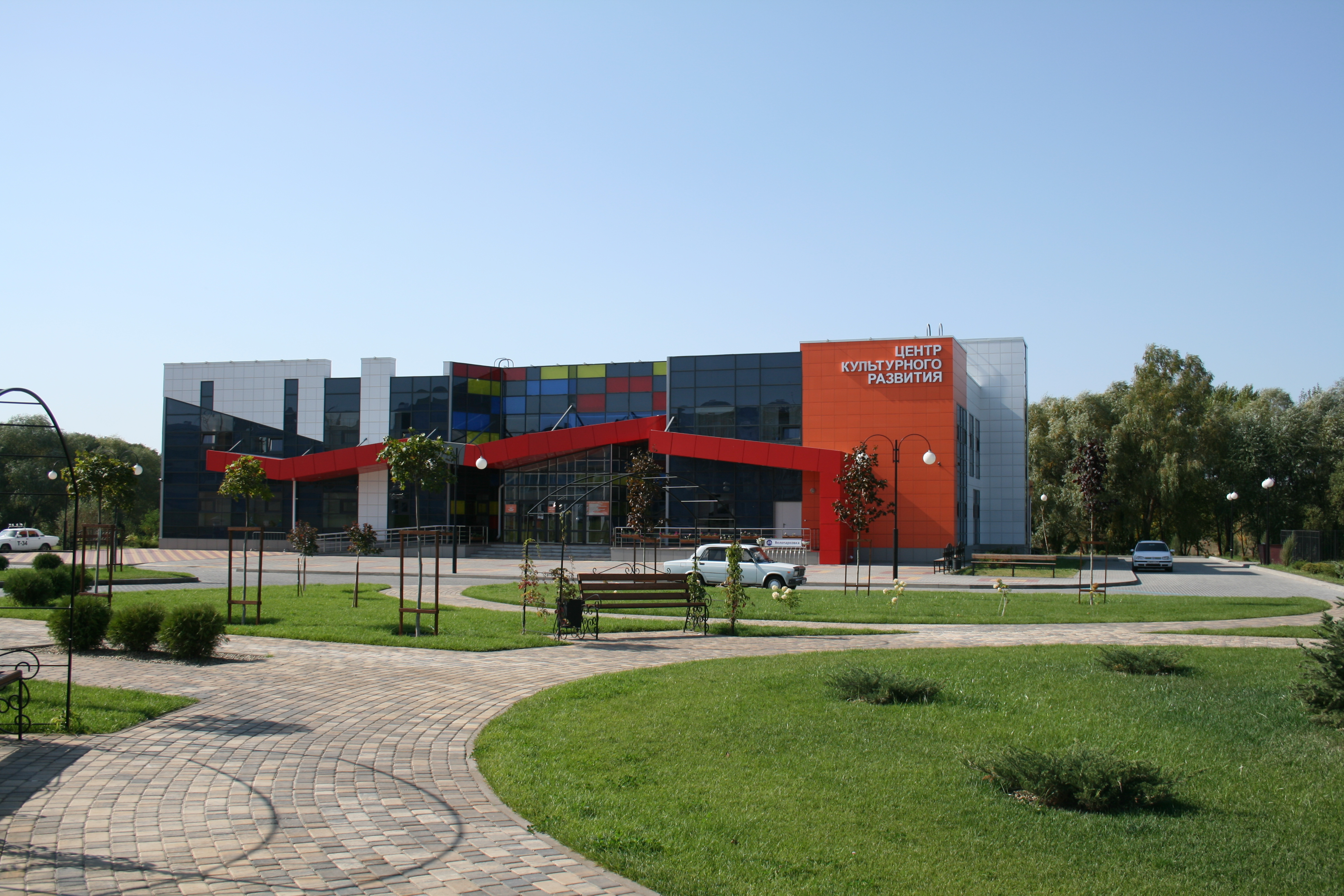
Центр культурного развития

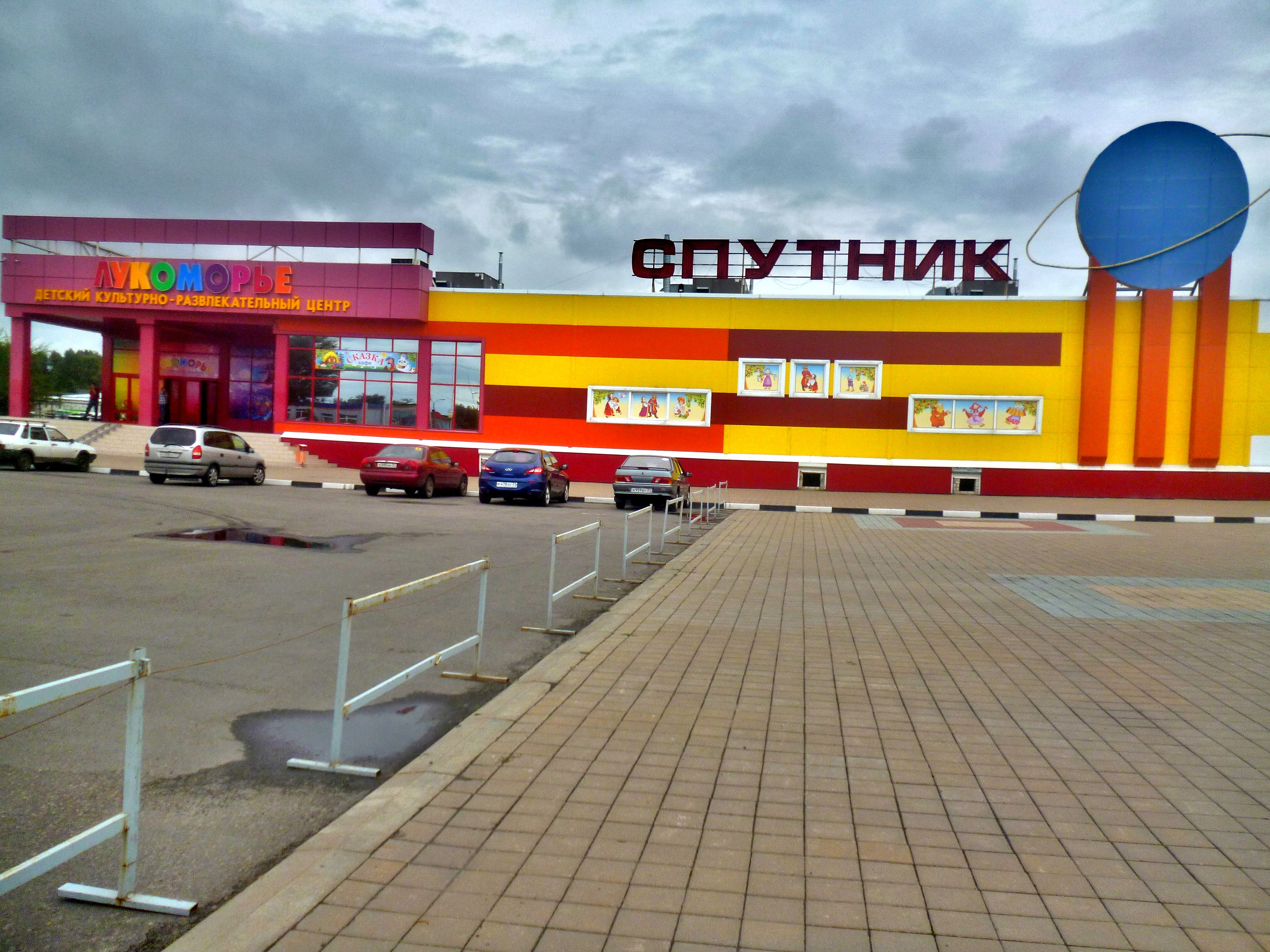
Торгово-развлекательный центр «Спутник»

- Централизованная библиотечная система
- Центр культурного развития
- Торгово-развлекательный центр «Спутник»
- Досуговый центр «Устинка»
- Оздоровительно-культурный центр

## Исторические памятники и музеи
- Историко-художественный музей

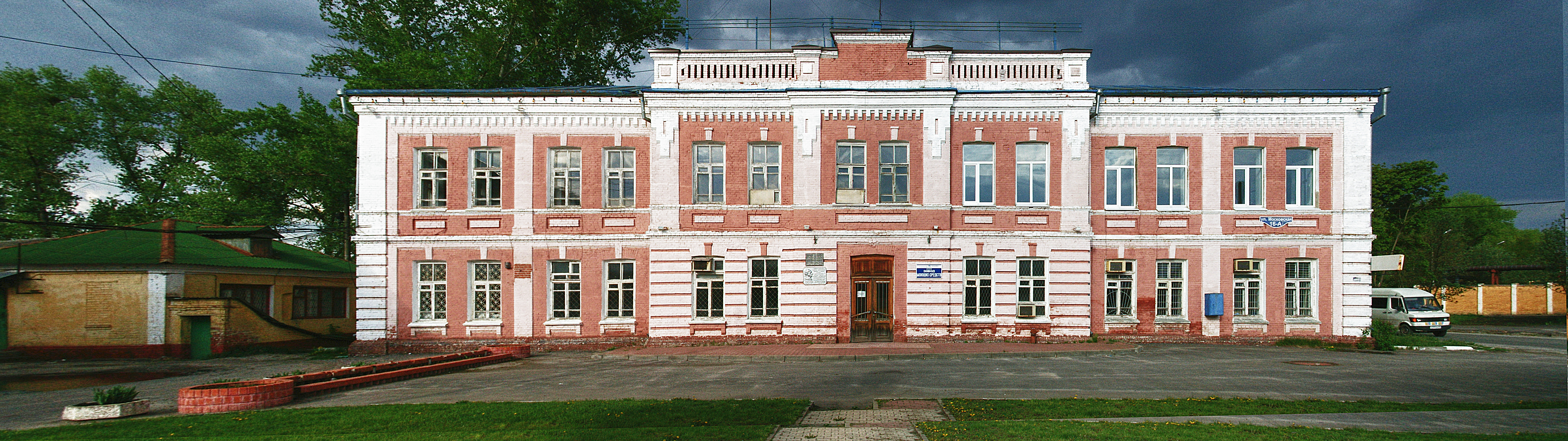
Контора сахарного завода Ребиндера, конец XIX в. Фото до ремонта в 2022ом году.

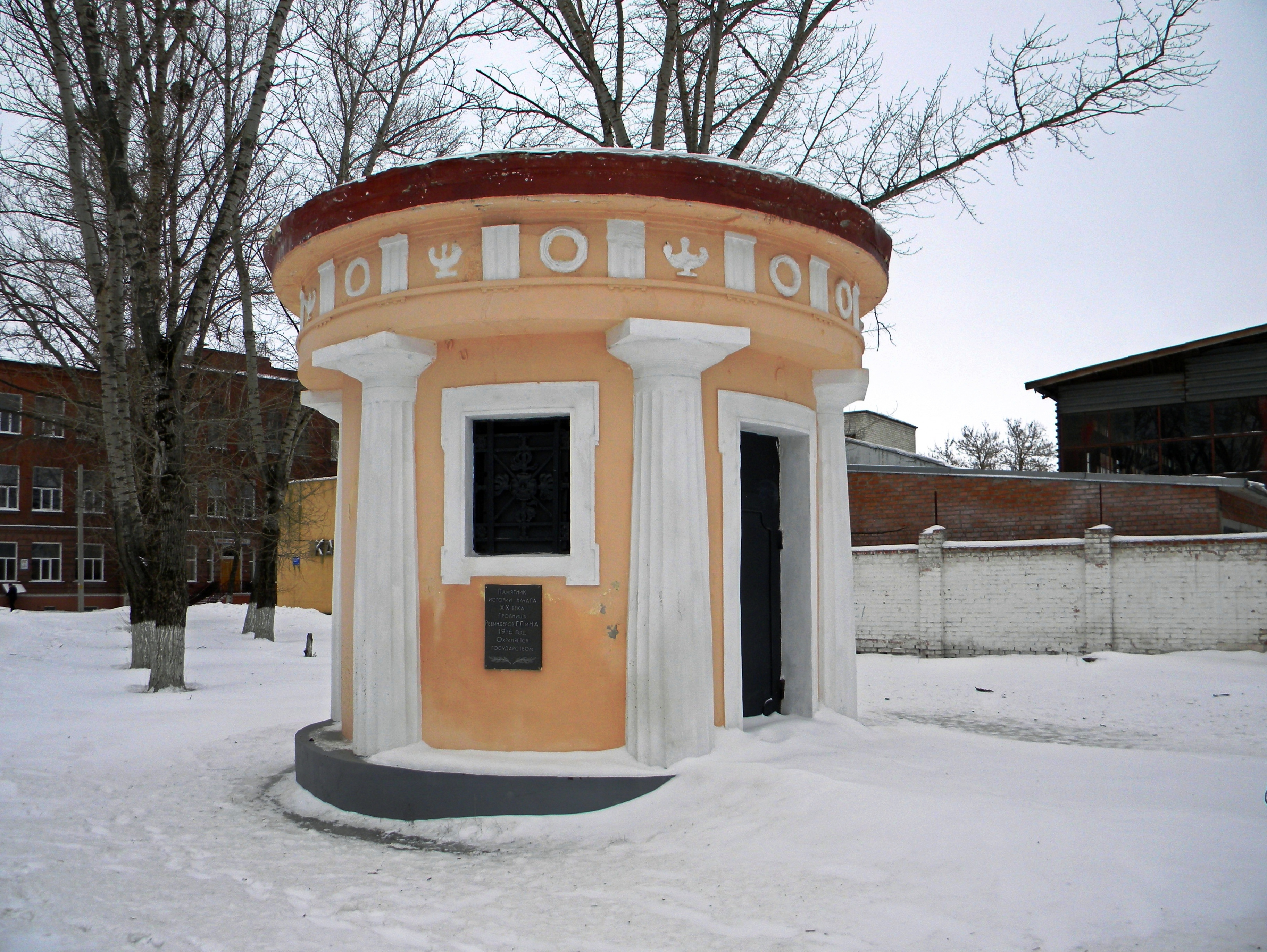
Усыпальница Ребиндеров, 1916 год.

Бюст у могилы пионера-героя Вити Захарченко, расстрелянного немцами

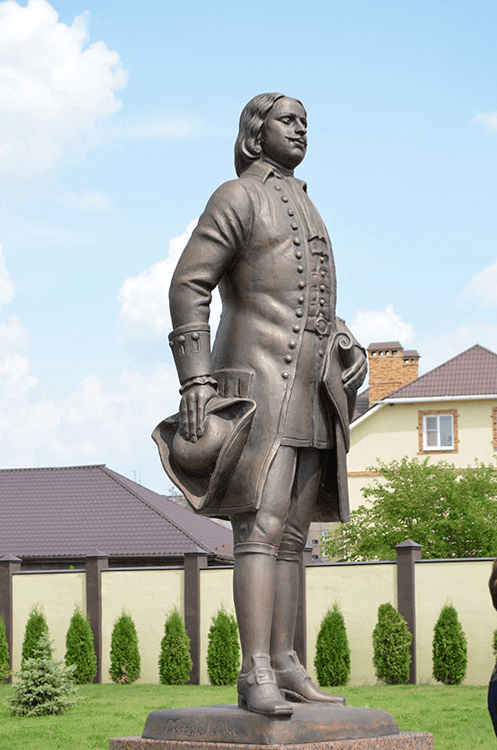
Памятник Ивану Дмитриевичу Шибеко (2016)

- Главный корпус Алексеевского сахарного завода
- Дымовая труба 1911 года Алексеевского сахарного завода
- Складское помещение Алексеевского сахарного завода
- Усадьба Ребиндеров
- Усыпальница Ребиндеров
- Дом купца Золотарёва
- Амбулатория больницы
- Контора сахарного завода
- Реальное училище (Октябрьская 9)
- Реальное училище (Октябрьская 17)
- Главный корпус кожевенного завода
- Один из корпусов винно-куренного завода
- Памятник Владимиру Ильичу Ленину (1988)
- Памятник Владимиру Ильичу Ленину (1950ые)

## Религия

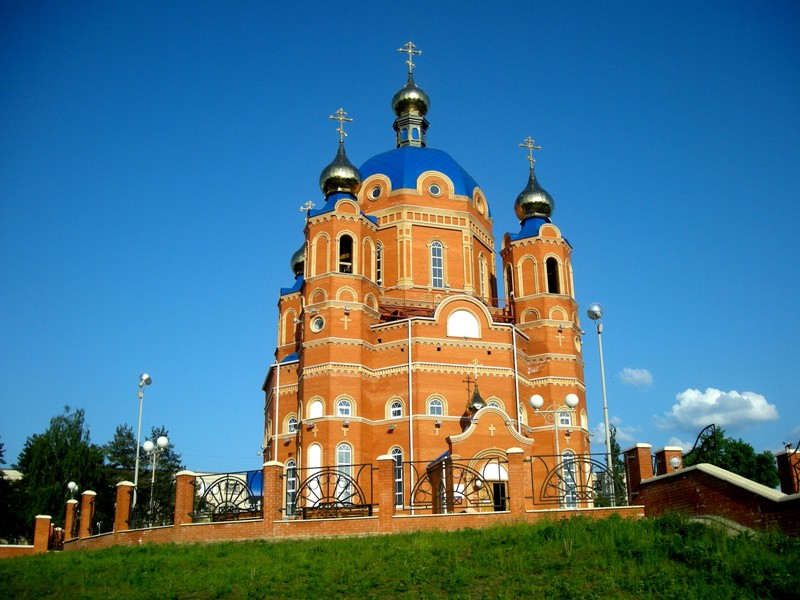
Церковь иконы «Божией Матери Всех скорбящих Радость»

- Храм в честь иконы божией матери всех скорбящих радость
- Храм Святых бессребреников Космы и Дамиана
- Храм Тихвинской иконы Божией Матери
- Храм Николы Ратного
- Храм святого Николая Чудотворца

## Спорт

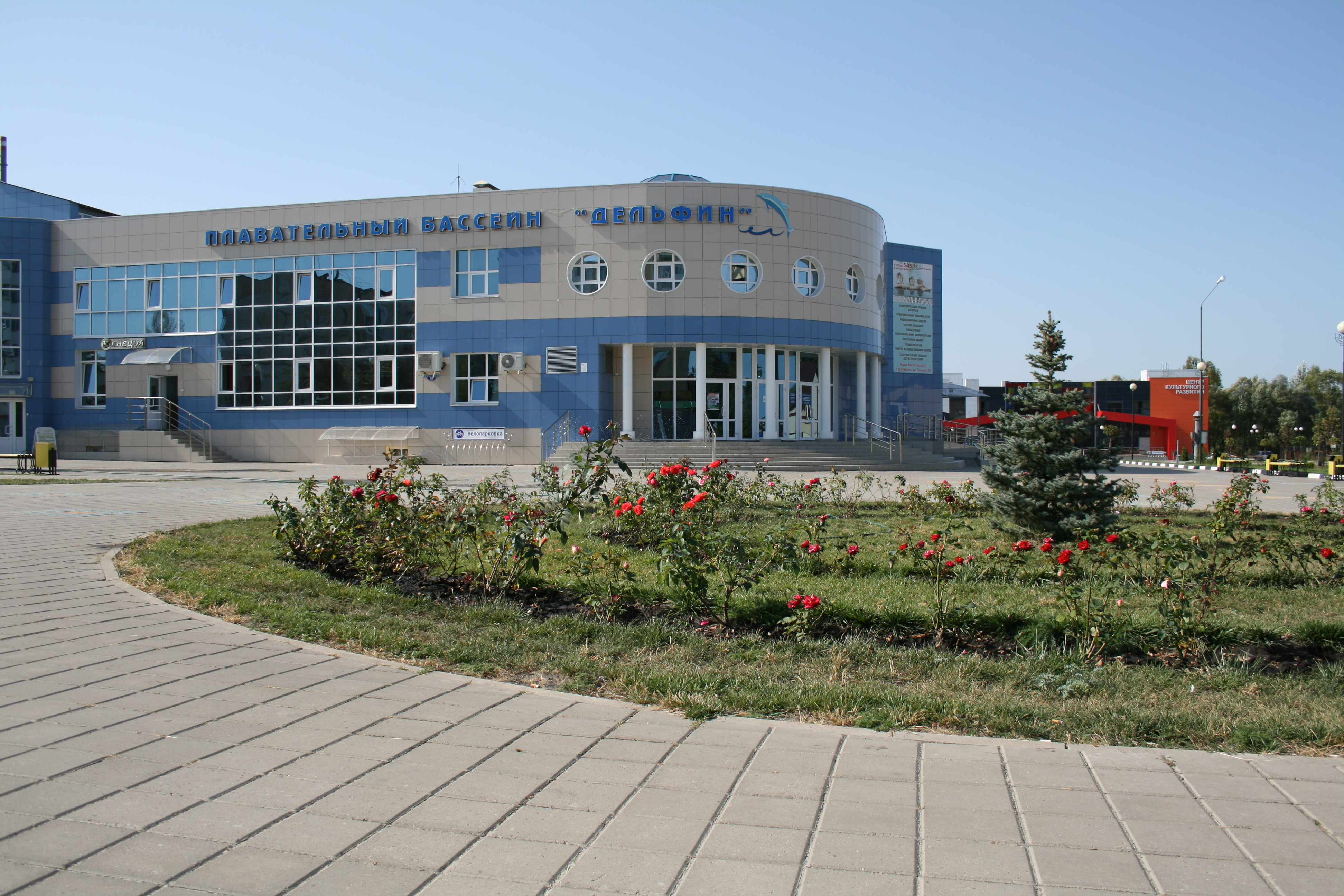
Бассейн «Дельфин»

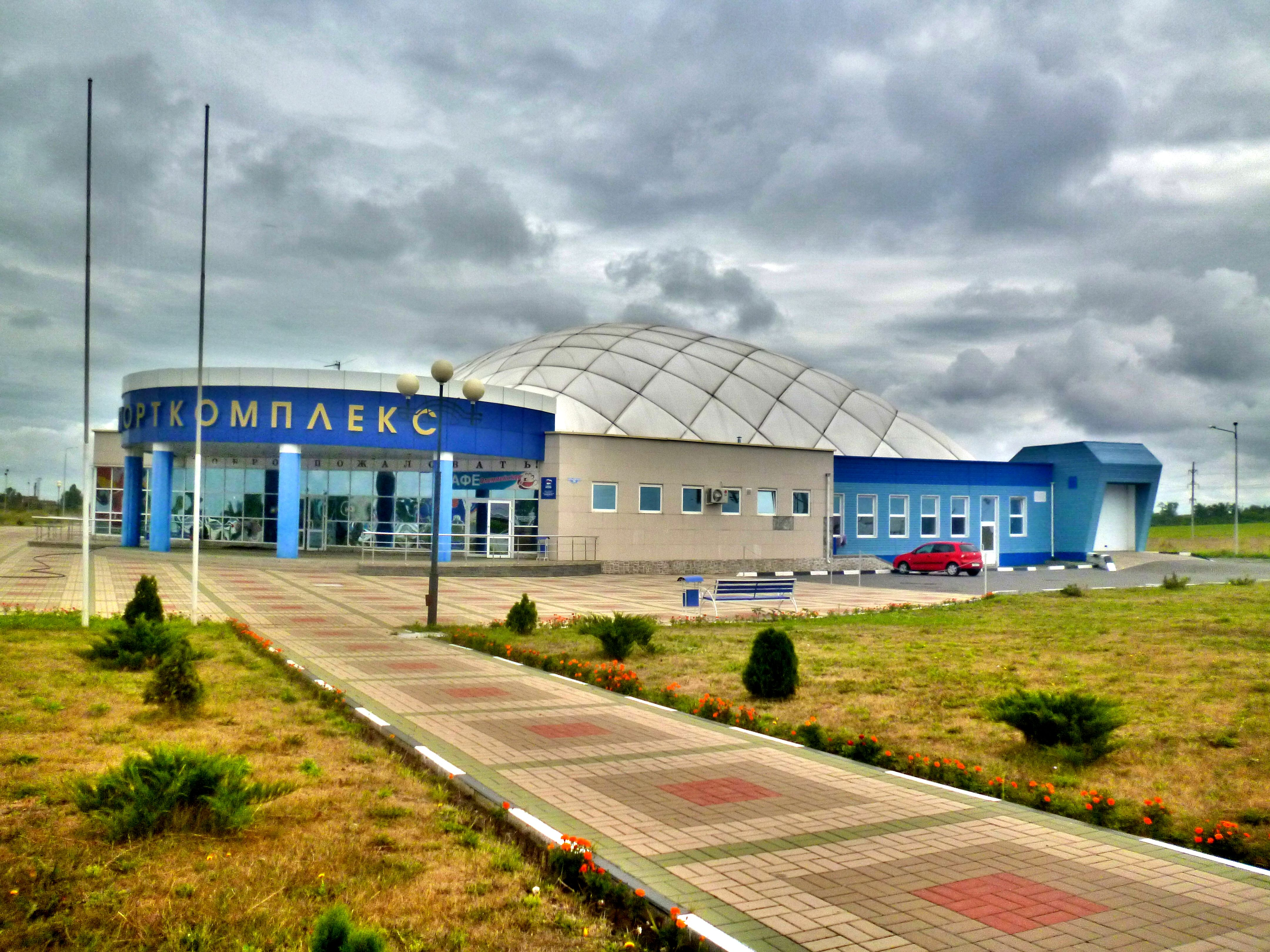
Физкультурно-оздоровительный комплекс

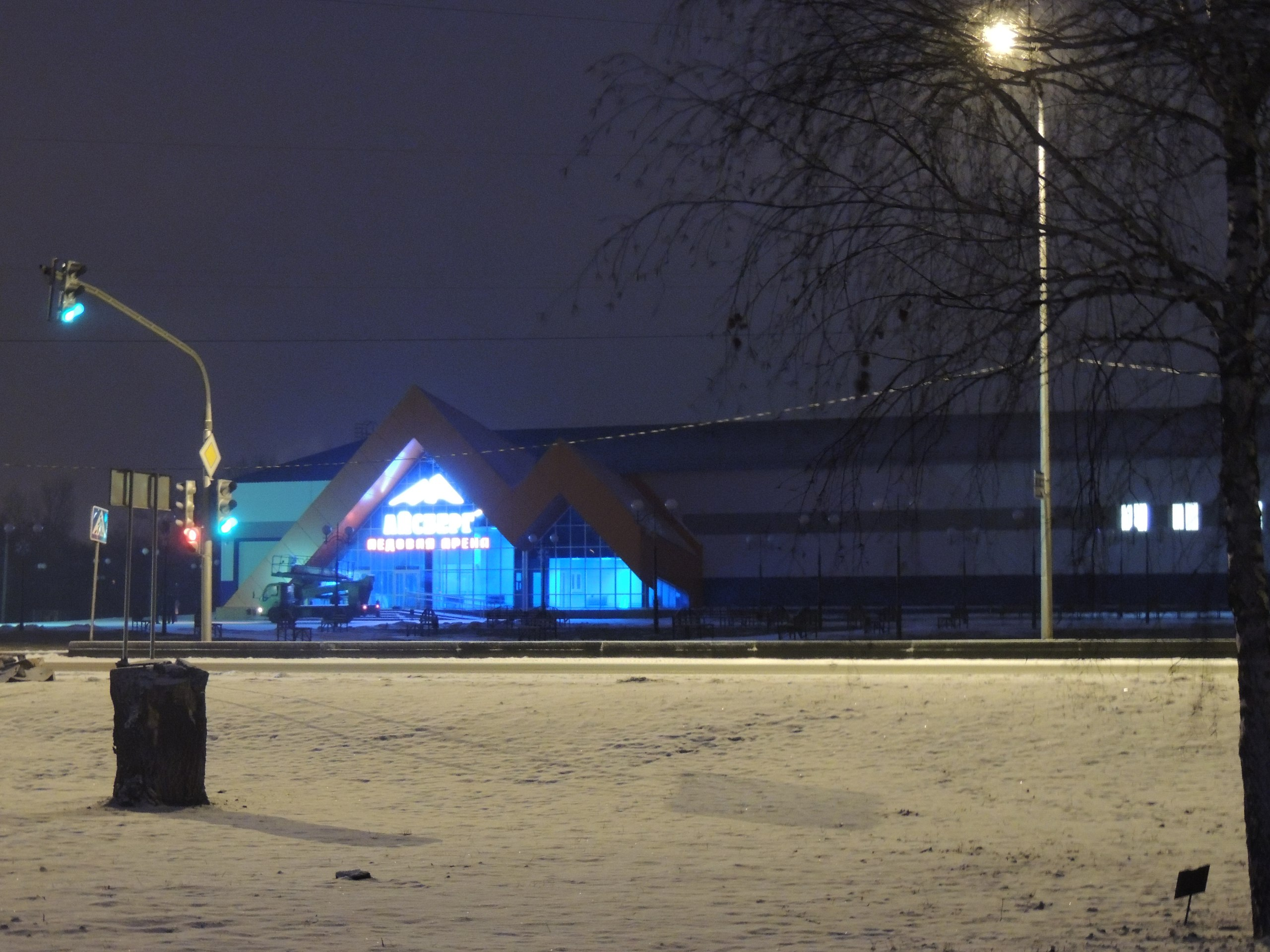
Ледовая арена «Айсберг»

- ШМБУ «Спортивный комплекс „Юность“»
- Бассейн "Дельфин"
- ОГАНОУ "Академия спорта"
- Спортивная школа "Атлант"
- База гребли
- Стадион Химик

## СМИ
Телевидение:
- Телерадиокомпания "Шебекино"

Газета:
- «Красное знамя»[источник не указан 791 день]
- «Мой район Шебекино»[источник не указан 791 день]
- «Полезная газета»[источник не указан 791 день]

Радио:
- 68,27 (Молчит) Радио России / ГТРК Белгород
- 89,0 Радио 7 на семи холмах
- 95,9 Радио России / ГТРК Белгород
- 103,4 (ПЛАН) Радио Z-FM

## Города-побратимы
Невинномысск (Ставропольский край, Россия) — с 11 июня 2021 года.

### Карты
- Трёхвёрстная военно-топографическая карта Российской империи, ряд XXII, лист 15, до 1868 // Шебекино.
- Аэросьёмка Шебекино 1941 года.
- Подробная карта с адресным поиском.